# Amnabyggesjön
Amnabyggesjön är en våtmark, tidigare sjö i Perstorps kommun i Skåne och ingår i Rönne ås huvudavrinningsområde.